# Leucocyphoniscus cristallinus
Leucocyphoniscus cristallinus is een pissebed uit de familie Trichoniscidae. De wetenschappelijke naam van de soort is voor het eerst geldig gepubliceerd in 1906 door Carl.